# Sandersonia aurantiaca
Genre
Espèce
Classification phylogénétique
Sandersonia aurantiaca, parfois appelée lanterne chinoise, cloche de Noël ou muguet doré, est une espèce de plantes herbacées originaire d'Afrique du Sud de la famille des Liliacées selon la classification classique de Cronquist (1981), de la famille des Colchicacées selon la classification phylogénétique APG III (2009). Ses fleurs en forme de clochettes sont de couleur jaune ou orange. C'est la seule espèce du genre Sandersonia.
Elle a été découverte par John Sanderson (journaliste écossais et botaniste amateur) en 1851, et décrite par Sir William Jackson Hooker en 1853.